# Horacio Rodríguez Hontoria
Horacio Rodríguez Hontoria es informático y profesor jubilado de la Universidad Politécnica de Cataluña, dónde trabajó desde 1984 en la Facultad de Informática de Barcelona.
Siempre en la Universidad Plotécnica de Cataluña estudió Ingeniería Industrial (1967-1971), luego estudió Física (1977) y obtuvo el doctorado en Informática (1989).
Por su aportación en el marco de la sociedad SEPLN (Sociedad Española para el Procesamiento del Lenguaje Natural) y de su aportación y colaboración en el ámbito del procesamiento del lenguaje, la SEPLN homenajeó a tres investigadores en el congreso de 2019: Horacio Rodríguez Hontoria, Lidia Moreno Boronat y Arantza Díaz de Ilarraza Sánchez.
Ha dirigido más de 15 tesis doctorales en las áreas de investigación Procesamiento del lenguaje e Inteligencia Artificial. Las principales líneas de investigación han sido: Sistemas de diálogo, etiquetado de corpus lingüísticos, sistemas de preguntas y respuestas, sintaxis computacional, semántica computacional...